# Luitpold von der Tann-Rathsamhausen
Luitpold Konrad Eberhard Freiherr von der Tann-Rathsamhausen (* 19. April 1847 in München; † 5. August 1919 in Weisendorf) war ein bayerischer General der Infanterie.

## Leben

### Herkunft
Luitpold war der älteste Sohn des bayerischen Generalmajors Hugo von der Tann-Rathsamhausen (1817–1883) und dessen Ehefrau Johanna, geborene von Stetten (1826–1902), Ehrendame des Theresienordens. Sein jüngerer Bruder Ludwig (1850–1928) wurde Generalmajor, Rudolf (1855–1942) Staatsrat und bayerischer Gesandter in Rom.

### Militärkarriere
Nach Absolvierung eines Humanistischen Gymnasiums und der Pagerie trat Tann am 24. Juni 1866 als Unterleutnant in das 2. Infanterie Regiment „Kronprinz“ der Bayerischen Armee ein. Er stieg 1870 zum Bataillonsadjutanten auf und nahm am Krieg gegen Frankreich an den Schlachten bei Wörth, Beaumont, Sedan, Loigny und Poupry, Orléans und Beaugency sowie der Einschließung und Belagerung von Paris teil. Zwischenzeitlich zum Oberleutnant befördert, wurde Tann zweimal durch Armeebefehl belobigt und mit dem Eisernen Kreuz sowie dem Ritterkreuz II. Klasse des Militärverdienstordens mit Schwertern ausgezeichnet.
Nach dem Friedensschluss absolvierte er von 1871 bis 1874 die Kriegsakademie, die ihm die Qualifikation für den Generalstab und die Höhere Adjutantur aussprach. Anschließend wurde er dem Generalstab der Armee auf zwei Jahre zur Dienstleistung zugeteilt. Unter Stellung à la suite seines Regiments erfolgte Mitte März 1879 seine Kommandierung als Adjutant der 2. Infanterie-Brigade. In dieser Stellung avancierte Tann Ende April 1879 zum Hauptmann und wurde am 3. November 1880 zum Generalstab nach München versetzt. Auf zwei Jahre war er ab Oktober 1882 zum Großen Generalstab der Preußischen Armee nach Berlin kommandiert. Nach ein Verwendung als Kompaniechef im 8. Infanterie-Regiment „Pranckh“ wurde Tann Mitte Oktober 1886 zur Zentralstelle des Generalstabes versetzt und Anfang Februar 1887 zum Major befördert. Vom 1. Oktober 1887 bis zum 30. Oktober 1888 war er im Generalstab der 3. Division in Nürnberg, wurde anschließend à la suite des Generalstabes gestellt und als Referent in das Kriegsministerium versetzt. Mitte Oktober 1889 wurde Tann zum Generalkommando des I. Armee-Korps versetzt. Hier stieg er Anfang Oktober 1890 zum Oberstleutnant auf und wurde am 22. September 1892 erneut zur Zentralstelle des Generalstabes versetzt. Nach seiner Beförderung zum Oberst war er vom 12. Juni 1893 bis zum 13. Juni 1894 Abteilungschef im Generalstab und trat anschließend mit der Ernennung zum Kommandeur des 2. Infanterie Regiment „Kronprinz“ wieder in den Truppendienst zurück. Dieses Kommando gab Tann an seinen Nachfolger Ferdinand von Leoprechting und wurde am 9. November 1895 zum Chef des Generalstabes des I. Armee-Korps ernannt. Unter Beförderung zum Generalmajor folgte am 20. Juli 1896 seine Ernennung zum Kommandeur der 10. Infanterie-Brigade. In gleicher Eigenschaft übernahm er am 2. Juni 1899 die 2. Infanterie-Brigade und wurde am 15. April 1901 als Generalleutnant zum Kommandanten der Haupt- und Residenzstadt München ernannt. Vom 11. Juni 1903 bis zum 8. April 1905 war er Kommandeur der 5. Division in Nürnberg und wurde dann mit der Beförderung zum General der Infanterie Kommandierender General des III. Armee-Korps. In Genehmigung seines Abschiedgesuches wurde Tann am 4. Mai 1910 zur Disposition gestellt.
Während des Ersten Weltkriegs wurde Tann als z.D.-Offizier wiederverwendet und fungierte vom 2. August 1914 bis zum 3. September 1918 als Kommandierender General des stellvertretenden Generalkommandos des I. Armee-Korps in München.
Er war Ehrendoktor der Technischen Universität München.

### Familie
Tann hatte sich am 30. September 1879 in Teplitz mit Ludwine Gräfin von Hallwyl (1858–1883) verheiratet. Nach ihrem frühen Tod ehelichte er am 16. Juni 1891 in Feldafing Emma Gräfin Mikes von Zabola (1869–1956). Die erste Ehe blieb kinderlos und aus der zweiten Ehe gingen die Töchter Hilda (* 1892) und Elisabeth (1900–1998) hervor.